# Marie Görlich
Marie Görlich, também Görlichová (Brno, 1851 - Ibid, 18 de fevereiro de 1896), foi uma pintora e ilustradora da Morávia.

## vida
A carreira artística de Marie Görlich está intimamente relacionada com a de sua irmã mais nova, Sophie Görlich (também Žofie Görlichová; * 1855 Brno; † 20. abril de 1893 ibid.) vinculado.  Eles vieram de uma família de classe média próxima às artes e ciências. Seu pai era Ignaz Görlich († 1890), dono de uma casa em Brno.
Inicialmente ensinadas em casa, as irmãs frequentaram a escola de pintura e desenho de Josef Zeleny (1824–1886) por três anos a partir de 1870. As consequências do acidente do fundador em 1873 e a morte de uma irmã inicialmente atrasaram seus estudos. Com a ajuda de subsídios do Parlamento da Morávia em 1876/1877, no entanto, eles puderam expandir seus conhecimentos e habilidades em pintura com Theodor Pixis em Munique. Outra bolsa do parlamento estadual em 1878 financiou uma estada em Viena, onde estudaram com Friedrich von Amerling e depois na Academia de Belas Artes com os professores August Eisenmenger e Carl Rudolf Huber.
Depois de concluir seus estudos, Marie e Sophie Görlich voltaram para sua cidade natal, Brno. Lá eles trabalharam como pintores e participaram das exposições da Austrian Art Association em Viena. Por sua pintura Homenagem à Áustria através dos Quatro Elementos, eles foram premiados com a Grande Medalha de Ouro para Arte e Ciência pelo Imperador.
Marie Görlich morreu em Brno em 1896 com a idade de 44 ou 45 anos, quase três anos depois de sua irmã Sophie.

## plantar

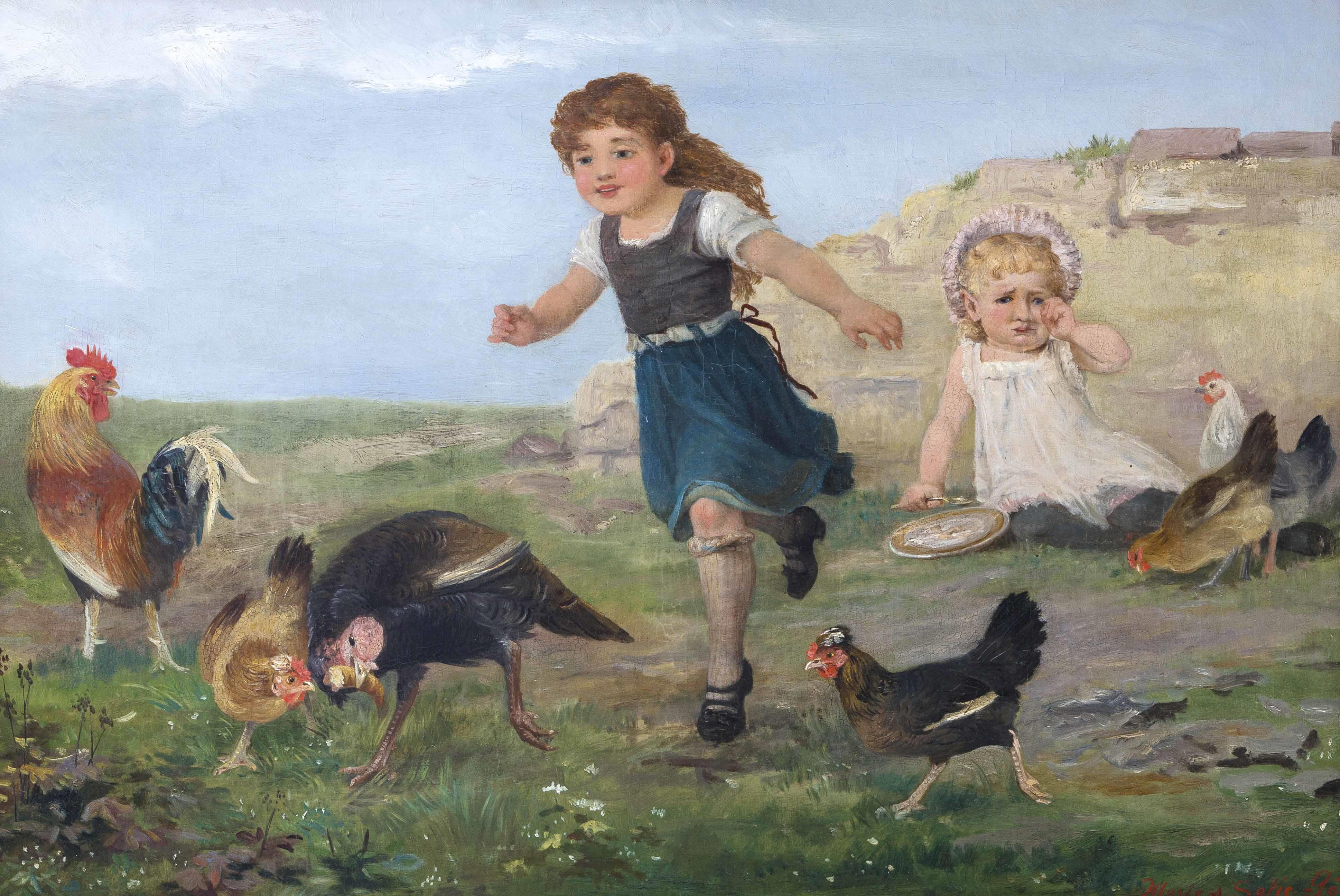
Pintura de gênero por Marie e Sophie Görlich

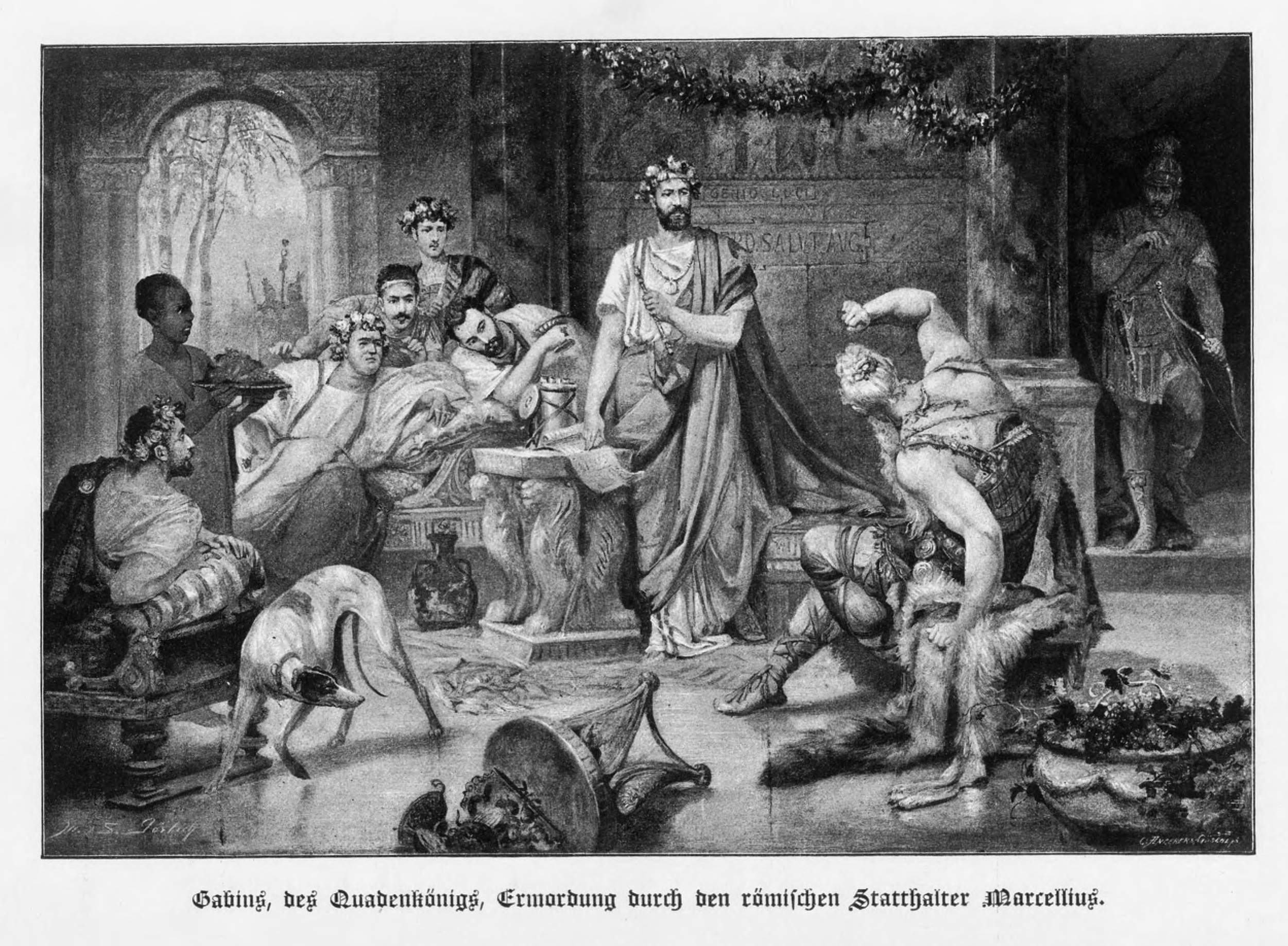
Ilustração de The Old German Tribe of the Quaden

Marie e Sophie Görlich criaram muitas de suas obras juntas. Eles pintaram pinturas históricas, retratos, pinturas de gênero e peças de animais, entre outras coisas.
Suas realizações como pintores às vezes são julgadas criticamente. Thieme-Becker observa que seus estudos em Munique e Viena trouxeram "poucos benefícios" para as irmãs, e Manfred Knedlik julga no Allgemeines Künstlerlexikon que Marie Görlich pinta quadros religiosos "muitas vezes de maneira desajeitada".  O crítico de arte contemporânea Alfred von Wurzbach criticou a representação irrealista dos cavalos em sua pintura a óleo Entry of a Hero into the Valhalla (1885) no Wiener Allgemeine Zeitung e pensou que os artistas talvez fossem mais propensos a trabalhar com formatos menores ou tamanhos maiores . Ilustrações menos evidentes de tais imprecisões, que podem satisfazer as demandas dos críticos.
Marie e Sophie Görlich também trabalharam como ilustradoras de livros infantis e juvenis e contribuíram com algumas visualizações para a enciclopédia regional Die Austro-Hungarian Monarchy in Words and Images (volume 1 em diante). Eles também criaram a primeira série de fotos sazonais para os murais para aulas visuais e de linguagem publicados pelo vienense Lehrmittel-Verlag Hölzel em 1885. Os murais coloridos usados nas escolas primárias eram mais populares do que produtos similares e logo alcançaram a maior participação de mercado em séries de imagens didáticas. Um crítico contemporâneo fez uma avaliação positiva do fato de Marie e Sophie Görlich colocarem os grupos de crianças retratados no primeiro plano da imagem, o que permitiu que os alunos se identificassem melhor com eles.
pinturas (seleção)
- Nossa Senhora com Criança para Thomas Church em Brno, 1875
- Foxhunting na Idade Média, exposição de 1881 no Brno Redoutensaal
- Santa Filomena para a Igreja de Zlín, exposição de 1881 no Brno Redoutensaal
- Herrmannschlacht na Floresta de Teutoburg, exposição de 1883 da Associação de Arte Austríaca
- Caça ao auroque germânico e caça ao avestruz nos Pampas (América), exposição de caça de 1884 da Associação de Arte Austríaca[6]
- Entrada de um herói no Walhalla (cena da ópera de Wagner), pintura a óleo, exposição de 1885 da Associação de Arte Austríaca[3][7]
- Fata Morgana, a beleza do deserto, exposição de 1885 da Associação de Arte Austríaca
- Nero Entrando no Templo de Vesta, pintura a óleo, exposição de 1885 da Associação de Arte Austríaca[8]
- Homenagem à Áustria pelos quatro elementos, entrou para a coleção do Imperador, Grande Medalha de Ouro para Artes e Ciências
- Bunny, uma pintura a óleo, entrou para a coleção da Moravian Gallery em Brno
- Lion Hunt, entrou na coleção do Comitê Provincial da Morávia
- Ganimedes vê o Olimpo, Bachus, Diana, a procissão de casamento de Friggas, a morte de Balder, o juramento de vingança do Príncipe Eugene[2]

Ilustrações (seleção)
- Otto Julius Bierbaum : Flores e flores para a juventude. Petters, Heidelberg 1888.
- Heinrich Kirchmayr: A antiga tribo alemã dos Quaden. Editora da associação "Deutsches Haus in Brünn", Brno 1888.

## literatura
- Manfred Knedlik: Görlich (Görlichová), Marie. In: Allgemeines Künstlerlexikon. Die Bildenden Künstler aller Zeiten und Völker (AKL). Band 62, Saur, München u. a. 2009, ISBN 978-3-598-23029-5, S. 31.
- Görlich, Marie. In: Friedrich C. Heller: Handbuch zum künstlerisch illustrierten Kinderbuch in Wien 1890–1938. Brandstätter, Wien 2008, ISBN 3-85033-092-3, S. 2016.
- D.: Görlich, Marie und Sophie. In: Ulrich Thieme, Fred. C. Willis (Hrsg.): Allgemeines Lexikon der Bildenden Künstler von der Antike bis zur Gegenwart. Begründet von Ulrich Thieme und Felix Becker. Band 14: Giddens–Gress. E. A. Seemann, Leipzig 1921, S. 310 (Textarchiv – Internet Archive).
- Zwei mährische Künstlerinnen – Maria und Sofie Görlich. In: Oesterreichische Kunst-Chronik / Allgemeine Kunst-Chronik. Zeitschrift für Kunst, Kunstgewerbe und Literatur / Allgemeine Kunst-Chronik. Illustrirte Zeitschrift für Kunst, Kunstgewerbe, Musik und Literatur / Allgemeine Kunst-Chronik. Illustrirte Zeitschrift für Kunst, Kunstgewerbe, Musik, Theater und Literatur, 1. Predefinição:Monat Name-Zahl 1881, S. 7 (Online bei ANNO)

## discriminações
1. ↑  Todesfall. In: Deutsches Volksblatt / Deutsches Volksblatt. Radikales Mittelstandsorgan / Telegraf. Radikales Mittelstandsorgan / Deutsches Volksblatt. Tageszeitung für christliche deutsche Politik, 10. Predefinição:Monat Name-Zahl 1890, S. 6 (Online bei ANNO)
2. 1 2 3  Zwei mährische Künstlerinnen – Maria und Sofie Görlich. In: Oesterreichische Kunst-Chronik / Allgemeine Kunst-Chronik. Zeitschrift für Kunst, Kunstgewerbe und Literatur / Allgemeine Kunst-Chronik. Illustrirte Zeitschrift für Kunst, Kunstgewerbe, Musik und Literatur / Allgemeine Kunst-Chronik. Illustrirte Zeitschrift für Kunst, Kunstgewerbe, Musik, Theater und Literatur, 1. Predefinição:Monat Name-Zahl 1881, S. 7 (Online bei ANNO)
3. 1 2  Österreichischer Kunstverein. In: Wiener Allgemeine Zeitung, 7. Predefinição:Monat Name-Zahl 1885, S. 6 (Online bei ANNO)
4. ↑  Marcus Reinfried: Das Bild im Fremdsprachenunterricht: eine Geschichte der visuellen Medien am Beispiel des Französischunterrichts. Gunter Narr Verlag, Tübingen 1992, ISBN 3-8233-4360-2, S. 106 (online).
5. ↑  Karin Stöcker: Medialisiertes Vermittlungswissen: Untersuchung der Wandbilder zum Anschauungsunterricht und ihrer Begleittexte im Zeitraum 1872 bis 1914. Klinkhardt, Bad Heilbrunn 2018, ISBN 978-3-7815-2242-8, S. 196 (books.google.de).
6. ↑  Österreichischer Kunstverein. In: Wiener Presse, 25. Predefinição:Monat Name-Zahl 1884, S. 5 (Online bei ANNO)
7. ↑  Abbildung von Einzug eines Helden in die Walhalla. In: Oesterreichische Kunst-Chronik / Allgemeine Kunst-Chronik. Zeitschrift für Kunst, Kunstgewerbe und Literatur / Allgemeine Kunst-Chronik. Illustrirte Zeitschrift für Kunst, Kunstgewerbe, Musik und Literatur / Allgemeine Kunst-Chronik. Illustrirte Zeitschrift für Kunst, Kunstgewerbe, Musik, Theater und Literatur, 6. Predefinição:Monat Name-Zahl 1886, S. 9 (Online bei ANNO)
8. ↑  Abbildung von Nero und die Vestalinnen. In: Oesterreichische Kunst-Chronik / Allgemeine Kunst-Chronik. Zeitschrift für Kunst, Kunstgewerbe und Literatur / Allgemeine Kunst-Chronik. Illustrirte Zeitschrift für Kunst, Kunstgewerbe, Musik und Literatur / Allgemeine Kunst-Chronik. Illustrirte Zeitschrift für Kunst, Kunstgewerbe, Musik, Theater und Literatur, 16. Predefinição:Monat Name-Zahl 1885, S. 6 (Online bei ANNO)